# P.S. RED I
「P.S. RED I」（ピーエス レッド アイ）は、ロックバンド・凛として時雨のギター・ボーカルであるTKがTK from 凛として時雨名義として、2019年3月6日にソニー・ミュージックアソシエイテッドレコーズから発売した4枚目のシングル。
日本語吹替版主題歌として映画『スパイダーマン:スパイダーバース』に書き下ろされた新曲である。シンセを使って強烈な低音を出し、ピアノやバイオリンといった生楽器とのコントラストで主人公の強さと弱さを表現している。

## 沿革
2018年12月11日に主題歌を担当することを発表。2019年2月8日に、本曲と映画のコラボレーションティザー映像がYouTubeにて公開。2019年2月15日からダウンロードでの先行配信、およびiTunes Storeでのプリオーダーがスタートされた。
2019年3月8日には、「スパイダーバースVer.」と称したミュージック・ビデオフルサイズの24時間限定公開がYouTubeでスタートした。「スパイダーバースVer.」MVは、3月8日に映画が公開されることを記念してアップされた作品で、「自らが作った世界（枷）に捕らえられている自分から、解放される」という映画にも通ずるテーマのもと制作された。鎖に縛られたダンサーが、鎖を破壊し、躍動していく様子やTKによるパフォーマンスなどで構成されたスリリングな映像に仕上がっており、日本版主題歌MVならではのオマージュとして東京の街並みが随所に登場する。翌日の3月9日に、MVのオリジナルバージョンが公開された。

## 制作背景
主題歌担当の発表の際、本曲についてTKがコメントしている。まずは「自分自身の意識をスパイダーマンにどれだけ溶け込ませられるか」というのが課題で、ごく普通の少年が抱いている葛藤やコンプレックスといったものを自分の中にある葛藤に結びつけ、それをどれだけスパイダーマンの世界と繋げられるかということと、言葉選びなどで疾走感を出したり、その中にメッセージを込めるというところを意識している。
TKをオファーしたのは映画配給元のソニー・ピクチャーズ エンタテインメントのエグゼクティブディレクターである堀内啓。堀内がアニメ『東京喰種トーキョーグール』のオープニングを見て、「カッコ良さもあり、情感に訴えてくるドラマティックな感じが、我々の考える『スパイダーマン: スパイダーバース』にぴったり」という理由でオファーに至り、会議室で制作途中の映像を見ながらTKと朝から打ち合わせを重ねた。秋ごろにデモ音源が完成し、予告編にも曲を使用することが決定したが、予告映像に日本のオリジナル楽曲が使用されるのは異例であり、堀内が曲を聴いたときに日本語予告の構成を「シリアスでドラマチックでエモさがあるもの」と頭の中ですぐに構築することができたという。ポスト・マローンによる英語版主題歌「Sunflower」からの大胆な舵切りには賛否も分かれていたが、日本向けに作られた予告編動画に英語をはじめとする言語で賞賛が集まる一因となった。
本曲は、TKが初めてメインに強力なシンセサイザーの音を使ったEDM的な手法を取りいれている。具体的には、生楽器では出しづらい超低域をベースシンセで鳴らし、コード感と体感するような音圧を出せるかトライしており、映画館で流れることも踏まえて音の幅を広めに取っている。楽器のように聴こえるハイトーンにもなっており、 「初めてスタジオで歌った時に自分の声が体に当たる感覚がなかったから」という軽い気持ちで試したのが最初で、「1オクターブあげると音としての声が体にあたっているように感じる。そのための一番簡単な方法が1オクターブ上げることだった」と話している。

## リリース
通常盤と、トールサイズ・デジパック仕様の初回生産限定盤の2形態で発売された。シングルにはSalyuが客演した新曲「moving on」も収録されている。初回生産限定盤には、横浜のランドマークスタジオで行われたスタジオライブ映像を収録したDVDが付属した。タワーレコードではオリジナルボールペン、Amazonではオリジナルポストカードが購入特典として付属する。
DVDは「Fantastic Magic」、「Signal」、「film A moment」、「katharsis」の4曲のパフォーマンスと共に、当日のドキュメンタリーとTKによるインタビューによって構成されている。スタジオライブ映像では、TKと共に、BOBO（ドラムス）、佐藤帆乃佳（ヴァイオリン）、吉田一郎不可触世界（ベース）と、世武裕子（ピアノ）、渡邉雅弦（チェロ）といった編成になっている。発売に先駆け、2019年3月1日にはスタジオライブ映像の一部を公開している。2020年5月22日に公開された『TK from 凛として時雨 Recording documentary ＆ Rehearsal for “SAINOU”』の配信直前の18時30分からは、スタジオライブ映像からスタジオライブ部分のみを抜き出した再編集版が、期間限定でオフィシャルYouTubeチャンネルにて公開された。
| 形態           | 規格   | 規格品番     |
| -------------- | ------ | ------------ |
| 通常盤         | CD     | AICL-3665    |
| 初回生産限定盤 | CD+DVD | AICL-3663～4 |

## 収録曲
| 全作詞・作曲: TK from 凛として時雨。 |                               |                      |                      |       |
| #                                    | タイトル                      | 作詞                 | 作曲・編曲           | 時間  |
| 1.                                   | 「P.S. RED I」                | TK from 凛として時雨 | TK from 凛として時雨 | 04:19 |
| 2.                                   | 「moving on」                 | TK from 凛として時雨 | TK from 凛として時雨 | 04:38 |
| 3.                                   | 「P.S. RED I (Instrumental)」 | TK from 凛として時雨 | TK from 凛として時雨 | 04:16 |
| 合計時間:                            | 合計時間:                     | 13:14                |                      |       |

| 全作詞・作曲: TK from 凛として時雨。 |                     |                      |                      |       |
| #                                    | タイトル            | 作詞                 | 作曲・編曲           | 時間  |
| 1.                                   | 「Fantastic Magic」 | TK from 凛として時雨 | TK from 凛として時雨 | 04:12 |
| 2.                                   | 「Signal」          | TK from 凛として時雨 | TK from 凛として時雨 | 05:42 |
| 3.                                   | 「film A moment」   | TK from 凛として時雨 | TK from 凛として時雨 | 07:31 |
| 4.                                   | 「katharsis」       | TK from 凛として時雨 | TK from 凛として時雨 | 04:22 |
| 合計時間:                            | 合計時間:           | 21:47                |                      |       |

## タイアップ
P.S. RED I
映画『スパイダーマン:スパイダーバース』日本語吹替版主題歌